# Brittany Flickinger
Brittany Flickinger (Boston, 28 settembre 1984) è un personaggio televisivo, cantante e modella statunitense.

## Biografia
Brittany Flickinger è nata nel 1984 a Boston, ed è cresciuta in una piccola località nei pressi di quest'ultima. Fin da giovanissima si dimostra interessata al mondo della moda e della musica. Alla sola età di 18 anni inizia a lavorare come modella in maniera professionale, lavorando con marchi del calibro di Johnny Cupcakes, Betsey Johnson o Arden B. Ha iniziato successivamente la carriera musicale in vari gruppi: ha incominciato a cantare in una girlband, per poi passare ad un gruppo hardcore, per poi arrivare alla band di Las Vegas dei Countdown con cui ha inciso anche alcuni brani. Brittany si è anche laureata al Northern Essex Community College. Brittany diventa popolare nel 2008 quando viene scelta come concorrente nella prima stagione americana del reality show "Paris Hilton's My New BFF". Brittany, dopo aver superato prove di ogni tipo risulta la vincitrice della competizione, riuscendo a battere Vanessa Fontana e diventando così la migliore amica di Paris Hilton. Durante il programma Brittany ha avuto anche l'onore di partecipare ad alcuni dei più importanti eventi musicali. Nel 2009 appare anche a Sundance Skippy e nel settembre dello stesso anno pubblica il suo primo EP intitolato Flick. Nel maggio del 2010 duetta con i Come On Come On nel pezzo "Girls Night Out" pubblicato nell'EP del duo intitolato Pop Fiction. Nel marzo del 2011 pubblica il singolo dance "On Top Of The World", in collaborazione con la dj olandese Carita La Niña.